# Франсис Конрой
Франсис Конрой (на английски: Frances Conroy) е американска актриса.

## Избрана филмография

### Кино
- 1984 – „Да се влюбиш“ (Falling in Love)
- 1988 – „От мошеник нагоре“ (Dirty Rotten Scoundrels)
- 1988 – „Друга жена“ (Another Woman)
- 1991 – „Били Батгейт“ (Billy Bathgate)
- 1992 – „Усещане за жена“ (Scent of a Woman)
- 1993 – „Безсъници в Сиатъл“ (Sleepless in Seattle)
- 1996 – „Лов на вещици (филм)“ (The Crucible)
- 2002 – „Петзвезден романс“ (Maid in Manhattan)
- 2004 – „Жената котка“ (Catwoman)
- 2004 – „Авиаторът“ (The Aviator)
- 2005 – „Продавачката“ (Shopgirl)
- 2005 – „Прекършени цветя“ (Broken Flowers)
- 2006 – „Капан (филм)“ (The Wicker Man)
- 2007 – „Началото на мрака“ (The Seeker: The Dark Is Rising)
- 2008 – „Окръг Хъмбоулт (филм)“ (Humboldt County)
- 2008 – „Легендата за Десперо“ (The Tale of Despereaux) (глас)
- 2009 – „Любовта се случва“ (Love Happens)
- 2009 – „Нова в града“ (New in Town)
- 2009 – „Не се вълнувай“ (Stay Cool)
- 2010 – „Подслон (филм, 2010)“ (Shelter)
- 2010 – „Стоун (филм)“ (Stone)
- 2015 – „Добре дошли в щастието“ (Welcome to Happiness)
- 2019 – "Жокера"

### Телевизия
- 1983 – „Кенеди (минисериал)“ (Kennedy)
- 2001 – 2005 – „Два метра под земята ООД“ (Six Feet Under)
- 2009 – 2014 – „Как се запознах с майка ви“ (How I Met Your Mother)
- 2010–2013– „Скуби-Ду! Мистерия ООД“ (Scooby-Doo! Mystery Incorporated) (глас)
- 2011 – 2021 – „Зловеща семейна история“ (American Horror Story)
- 2017 – „Мъглата“ (The Mist)